# ОКСІ БАНК
ОКСІ БАНК — український банк, заснований у 1991 році, з головним офісом у Львові. Є правонаступником комерційного банку «ГАЛС», зареєстрованого Національним банком України 14.10.1991 р., діяльність якого було відновлено в жовтні 2008 р.
У квітні 2009 р. комерційний банк «ГАЛС» було перейменовано на Товариство з обмеженою відповідальністю «Оновлений комерційний сучасний інфраструктурний банк», яке в свою чергу у вересні 2009 р. було реорганізоване в Акціонерне товариство публічного типу «ОКСІ БАНК» та у червні 2010 року змінило найменування на Публічне акціонерне товариство «ОКСІ БАНК» із правонаступництвом всіх прав та обов’язків. 
У листопаді 2018 р. акціонерне товариство змінило тип з публічного на приватне та одержало найменування Акціонерне товариство «ОКСІ БАНК».
3 вересня 2021 року Національний банк України зареєстрував АТ «ОКСІ БАНК» як учасника міжнародної платіжної системи UnionPay International. ОКСІ БАНК став четвертим українським банком, який приєднався до МПС UnionPay.
У 2022 році ОКСІ БАНК одержав статус асоційованого члена МПС Visa.
Станом на 1 листопада 2021 року структура банку включала головний офіс та 9 відділень (3 з них у Львові і по одному в Києві, Луцьку, Нововолинську, Харкові, Хмельницькому та Ужгороді).
За даними НБУ, станом на 1 травня 2022 року чисті активи банку становили 705,7 млн гривень. За розміром активів ОКСІ БАНК посідає 60 місце серед усіх 69 чинних банків в Україні (згідно рейтингу Bankchart). Фінансові результати станом на 1 травня 2022 року склали 4,2 млн грн.
30 вересня 2021 року національне рейтингове агентство «Рюрік» визначило довгостроковий кредитний рейтинг ОКСІ БАНКу на рівні uaA+ інвестиційної категорії з прогнозом «стабільний».
Засновниками банку є група фізичних та юридичних осіб-резидентів України.

### Банк є членом та учасником:
- Асоціації українських банків[13]
- Міжнародних платіжних систем MasterCard Worldwide[14], Visa,[15] UnionPay International (UPI)[16], «PAYPONG»[17].
- Платіжної системи НСМЕП[14]
- Фонду гарантування вкладів фізичних осіб (на підставі свідоцтва № 200 від 03 листопада 2008 року)[18]
- Міжнародного бюро кредитних історій[19]
- Міжнародного об’єднання фінансових міжбанківських телекомунікацій S.W.I.F.T.[14]

- Внутрішньодержавних платіжних систем УкрКарт[20], «PaySystems»[21] і «Сіту 24»[22].

## Керівництво і структура власності

### Керівництво банку:
Голова Правління — Столяров Олексій Олександрович
Заступник Голови Правління — Романенко Сергій Олександрович
Заступник Голови Правління — Сушак Ірина Григорівна
Заступник Голови Правління — Скворцов Олександр Ігорович
Голова Наглядової Ради — незалежний директор — Паламарчук Олена Миколаївна

### Власники
(станом на 21 лютого 2022):
| Учасники банку                                 | Відсоток у статутному капіталі |
| Баляш Олег Григорійович (чоловік Оксани Баляш) | 50,446674%                     |
| Баляш Оксана Миколаївна (дружина Олега Баляша) | 25%                            |
| Фісун Ігор Леонтійович                         | 9,95%                          |
| Архипов Олександр Вікторович                   | 6,223326%                      |
| Герасименко Олександра Романівна               | 3,96%                          |
| Яремцьо Галина Максимівна                      | 3,96%                          |
| Жук Олександр Володимирович                    | 0,46%                          |

## Ліцензії
- Банківська ліцензія на право надання банківських послуг №247 від 15.11.2011 надає право на здійснення операцій:[25]

1. залучення у вклади (депозити) коштів та банківських металів від необмеженого кола юридичних і фізичних осіб
2. відкриття та ведення поточних (кореспондентських) рахунків клієнтів, у тому числі у банківських металах, та рахунків умовного зберігання (ескроу)
3. розміщення залучених у вклади (депозити), у тому числі на поточні рахунки, коштів та банківських металів від свого імені, на власних умовах та на власний ризик

- Генеральна ліцензія на здійснення валютних операцій № 247 від 15.11.2011 надає право на:[26]

1. неторговельні операції з валютними цінностями
2. операції з готівковою іноземною валютою та чеками (купівля, продаж, обмін, прийняття на інкасо), що здійснюються в касах і пунктах обміну іноземної валюти банків
3. операції з готівковою іноземною валютою (купівля, продаж, обмін), що здійснюються в пунктах обміну іноземної валюти, які працюють на підставі укладених банками агентських договорів з юридичними особами-резидентами
4. ведення рахунків клієнтів (резидентів і нерезидентів) в іноземній валюті та клієнтів-нерезидентів у грошовій одиниці України
5. ведення кореспондентських рахунків банків (резидентів і нерезидентів) в іноземній валюті
6. ведення кореспондентських рахунків банків (нерезидентів) у грошовій одиниці України
7. відкриття кореспондентських рахунків в уповноважених банках України в іноземній валюті та здійснення операцій за ними
8. відкриття кореспондентських рахунків у банках (нерезидентах) в іноземній валюті та здійснення операцій за ними
9. залучення та розміщення іноземної валюти на валютному ринку України
10. залучення та розміщення іноземної валюти на міжнародних ринках
11. торгівля іноземною валютою на валютному ринку України [за винятком операцій з готівковою іноземною валютою та чеками (купівля, продаж, обмін), що здійснюється в касах і пунктах обміну іноземної валюти банків і агентів]
12. торгівля іноземною валютою на міжнародних ринках
13. залучення та розміщення банківських металів на валютному ринку України
14. торгівля банківськими металами на валютному ринку України
15. валютні операції на валютному ринку України, які належать до фінансових послуг згідно зі ст. 4 Закону України "Про фінансові послуги та державне регулювання ринків фінансових послуг" та не зазначені в абзацах 2-17 розділу 2 Положення про порядок надання банкам і філіям іноземних банків генеральних ліцензій на здійснення валютних операцій, затвердженого постановою Правління Національного банку України від 15.08.2011 № 281

## Діяльність і продукти банку
Продукти та послуги ОКСІ БАНКу:
- кредитні програми для приватних та бізнес-клієнтів;
- депозити у національній та іноземній валюті для приватних та бізнес-клієнтів;
- інтернет-еквайринг;
- операції з картками Mastercard, Visa та НПС ПРОСТІР;
- документарні операції;
- відповідальне зберігання цінностей.

Восени 2021 року ОКСІ БАНК підключив Apple Pay та Google Pay для власників карток Mastercard.
Банк зосереджений на розвитку e-commerce, корпоративного напрямку, нових продуктів для бізнесу та приватних клієнтів. Також ОКСІ БАНК пропонує послуги з інтернет-банкінгу: мобільний додаток для приватних клієнтів і онлайн-банкінг для фізичних осіб-підприємців та юридичних осіб.

## Досягнення банку
- перемога у конкурсі «Банк року 2009 за версією журналу «Банкиръ» серед банків IV групи в номінації «Найкращий банк по наданню послуг для населення»;[30]
- перемога у конкурсі «Банк року 2010 за версією журналу «Банкиръ» серед банків IV групи в номінації «Банк року з високим рівнем відкритості і прозорості бізнесу»;[31]
- перемога в обласному турі Всеукраїнського рейтингу «Сумлінні платники податків - 2011»;[32]
- перемога в обласному турі Всеукраїнського рейтингу «Сумлінні платники податків - 2012»;[33]
- у січні 2019 року ОКСІ БАНК увійшов до ТОП-30 найнадійніших банків України за версією Obozrevatel та журналу «Рейтинг. Бізнес в офіційних цифрах»;[34]
- перше місце в рейтингу «Банки року – 2021» у номінації «Роздрібний банк» серед невеликих фінансових установ з українським капіталом;[35]
- перемога у номінації «Динамічний розвиток» за версією журналу «ТОП-100. Рейтинги найбільших» у березні 2021 року.[36]